# Chains (Golden Age)
Chains è il primo ed unico album del gruppo musicale italiano Golden Age, pubblicato dall'etichetta discografica Mercury Records (gruppo Polygram) nel 1990.
L'album è stato ristampato nel 2007 con l'aggiunta della "Mix Version" del brano Secret Love.

## Tracce
1. Secret Love - 4:38
2. Chains - 3:56
3. The Story - 4:13
4. Your Love - 3:49
5. Haunted Bird - 3:50
6. Heaven is Calling - 4:06
7. I Know (Chains II) - 5:29
8. Child - 4:39
9. All We Need - 3:40
10. A Place in My Heart - 3:32
11. Secret Love (Mix Version) - 7:31 (solo nella ristampa del 2007[2][3])

## Formazione
- Marco Morgan Castoldi - voce, basso, pianoforte, sintetizzatori
- Andrea Andy Fumagalli - tastiere, sintetizzatore
- Fabiano "Fabian" Villa - chitarra
- Manny Elias - batteria (turnista)
- Phil Spalding - basso (turnista)
- Demo Morselli - fiati
- Sandro Comini - fiati
- Paride Sforza - fiati